# What's Up?
What's Up? è un singolo del gruppo musicale statunitense 4 Non Blondes, pubblicato il 23 giugno 1993 come estratto dal primo album in studio Bigger, Better, Faster, More!.
Scritta da Linda Perry, la canzone ottenne un considerevole successo diventando la one-hit wonder del gruppo. Raggiunse la posizione numero 14 della Billboard Hot 100 e venne premiato con il disco d'oro per le vendite negli Stati Uniti, tuttavia ottenne maggiori riscontri nel resto del mondo, conquistando la vetta delle classifiche in Austria, Belgio, Germania, Irlanda, Norvegia, Paesi Bassi, Svezia e Svizzera.

## Descrizione
A dispetto del titolo, il testo del brano non contiene affatto la frase "What's Up?", bensì il verso "What's Going On?" ripetuto più volte durante il ritornello. Non si utilizzò quest'ultimo come titolo onde evitare confusione con l'omonimo brano di Marvin Gaye. Tuttavia ci furono accuse infondate di plagio per la somiglianza con il brano Don't Worry, Be Happy di Bobby McFerrin.

## Tracce
45 giri / CD single
1. What's Up? – 4:16
2. What's Up? (piano version) – 4:09

CD maxi
1. What's Up? (edit) – 4:16
2. What's Up? (remix) – 4:51
3. Train – 3:47
4. What's Up? (piano version) – 4:09

Musicassetta
1. What's Up? (LP version)
2. Train (LP version)
3. What's Up? (LP version)
4. Train (LP version)

## Classifiche

### Classifiche settimanali
| Classifica (1993)             | Posizione massima |
| ----------------------------- | ----------------- |
| Australia                     | 2                 |
| Austria                       | 1                 |
| Belgio (Fiandre)              | 1                 |
| Canada                        | 33                |
| Europa                        | 1                 |
| Finlandia                     | 15                |
| Francia                       | 3                 |
| Germania                      | 1                 |
| Irlanda                       | 1                 |
| Italia                        | 2                 |
| Norvegia                      | 1                 |
| Nuova Zelanda                 | 2                 |
| Paesi Bassi                   | 1                 |
| Regno Unito                   | 2                 |
| Stati Uniti                   | 14                |
| Stati Uniti (alternative)     | 29                |
| Stati Uniti (mainstream rock) | 16                |
| Stati Uniti (pop)             | 15                |
| Stati Uniti (radio)           | 30                |
| Svezia                        | 1                 |
| Svizzera                      | 1                 |

### Classifiche di fine anno
| Classifica (1993) | Posizione |
| ----------------- | --------- |
| Australia         | 7         |
| Austria           | 1         |
| Belgio (Fiandre)  | 2         |
| Germania          | 3         |
| Italia            | 8         |
| Nuova Zelanda     | 10        |
| Paesi Bassi       | 3         |
| Stati Uniti       | 50        |
| Svizzera          | 5         |

## Crediti
- Scritta da Linda Perry
- Masterizzata da Stephen Marcussen
- Registrata, mixata e prodotta da David Tickle

## Nella cultura di massa
Nel corso degli anni sono state realizzate diverse cover del brano originale. La cantante Ariana Grande ha campionato la canzone all'interno del suo singolo Put Your Hearts Up nel 2011.
La cantante Lady Gaga ha eseguito una cover del brano in due occasioni: durante la tappa a Vienna del suo tour ArtRave: The Artpop Ball nel 2014 e durante una cerimonia in suo onore alla Songwriters Hall of Fame nel 2015.
La cantante Pink ha duettato con Linda Perry nel 2010 al "Evening With Women" evento annuale organizzato del centro Gay e Lesbiche di Los Angeles. Inoltre ha eseguito la cover anche durante le sue esibizioni dal vivo come al Party Tour del 2002 e al Funhouse Summer Carnival Tour del 2010.
Il brano viene utilizzato in una scena del film Young Adult con Charlize Theron.
Il quarto episodio della serie televisiva Sense8 prende il nome di "What's Going On?" e fa utilizzo di What's Up?. Il brano viene poi nuovamente ripreso all'interno del quinto episodio della seconda stagione.
Il brano appare come traccia suonabile all'interno del videogioco simulatore di strumenti Rock Band 4.
La canzone è inoltre presente, in una versione cantata in lingua spagnola, nell'episodio finale della prima stagione della serie televisiva Zoo.
Il 20 luglio 2007 esce su YouTube il remix di SLACKCiRCUS rinominato "Fabulous Secret Powers" o meglio conosciuto come "Heyyeyaaeyaaaeyaeyaa"